# 空飛ぶ三輪車
『空飛ぶ三輪車』（そらとぶさんりんしゃ）は、2003年4月から2006年9月まで岩手めんこいテレビで土曜日に放送されていた情報番組。

## 概要
- 主にパブリシティ（企業の宣伝）で構成される生番組。
- 前番組『ピンクのしっぽ』までは岩手県内各地からの生中継だったが、この番組からめんこいテレビ（主にアトリウム）からの生放送になった。末期は社屋内のガラス張りの部屋を「サテライトスタジオ」と称して[1]使用していた。
- 年に数回、公開生放送も行っていた（盛岡競馬場など）。
- 番組が1時間に拡大すると、テーマに沿ったFAX・メールを視聴者から募集するようになった。

## 放送時間の変遷
- 土曜 12:00 - 12:30 （2003年4月 - 2003年9月）
- 土曜 12:00 - 12:45 （2003年10月 - 不明）
- 土曜 12:00 - 13:00 （不明 - 2006年9月）
- 2か月に1回ほど、「スペシャル」として30分間延長して放送。

## 出演者

### 司会
- 村上まゆこ（土曜日にはエフエム岩手『サタデークルージングタイム』（9:00 - 10:00）にも出演していた）
- ふじポン

### 中継レポーター
- 瓜田華菜子（ふじポンが中継に出る場合にはスタジオで司会を担当）

## 主なコーナー
特報ポン前線
岩手県で行われている様々な取り組みを紹介するコーナー。
ジムポン
スズキの軽自動車・ジムニーの魅力について紹介するコーナー。
みんなの岩手競馬
岩手競馬に関する情報を紹介。このコーナーをきっかけにふじポンは競馬通になり、CMなどにも出演している。